# Jan VI (patriarcha Konstantynopola)
Jan VI, gr. Ιωάννης ΣΤ΄ (zm. w lipcu lub sierpniu 715) – patriarcha Konstantynopola w latach 712–715.

## Życiorys
Został mianowany patriarchą przez cesarza Filipikosa w miejsce pozbawionego godności Cyrusa. Nowy patriarcha podobnie jak cesarz okazywał sympatię dla monoteletyzmu. Spowodowało to przejściowe zerwanie patriarchatu konstantynopolitańskiego z papiestwem.
W 715 r. Jan VI został pozbawiony godności przez następcę Filipikosa, cesarza Anastazjusza II.